# Квіткові війни

Ацтецька імперія та її сусіди — учасники квіткових війн

Квітко́ві ві́йни — війни між Ацтецьким потрійним союзом та містами Тласкала, Атліско, Хуексоцінко, Чолула, Текоак та Тлільюквітепек між 1387 та 1454 роками.

## Причини
- Релігійні. Щоб змилостивити богів, заради запобігання голоду й хворобам. [1] [2]
- Військове тренування. Це було необхідно для підтримання військової потуги Ацтецької імперії.
- Харчова. Родини вождів та воїни, які найбільш відзначалися у битвах з'їдали вбитих та принесених у жертву. Це було викликано нестачею протеїну, тому що не було м'яса великої рогатої худоби, яку ацтеки не розводили. [джерело?]

## Перебіг
Перша війна відбулася між Чалько та Тлакокалько у 1324 році, проте в ній не було полеглих. У 1376 році Теночтітлан вів квіткову війну з місто Чалько. Тут знову не було загиблих. Але у 1387 році становище змінилося — вбивали багато, здебільшого простих воїнів. Вона тривала до 1399 року. В ній протягом усіх років гинули прості воїни, а знатні залишилися живими, тому ця війна й отримала назву «війна квітів».
Новий етап квіткових війн розпочався під час великого голоду 1450—1454 років. Головними суперниками Потрійного союзу стають міста Тлала та Хуексоцінко. Вони отримують назву «вороги дому». Ці були досить жорстокими. Проте існували правила — місто боролося з містом, а виступала коаліція. Це було щось на кшталт лицарських герців. Про початок війни, як і про згоду на її проведення, оголошували жерці верховних богів.
Водночас квіткові війни володарі Теночтітлана використовували для демографічного, економічного та політичного послаблення своїх ворогів у долині Пуебло. До того ж ацтецькі імператори під час квіткових війн зуміли суттєво розширити свої володіння.